# Zeche Klosterbusch
Die Zeche Klosterbusch war ein Steinkohlen-Bergwerk im Bochumer Stadtteil Querenburg. Es befand sich im unteren Lottental, südlich der heutigen Ruhr-Universität Bochum. Heute ist der Steinbruch noch weithin sichtbar.

## Steinkohlenbergbau
Die bergrechtliche Gewerkschaft der Zeche „Vereinigte Klosterbusch“ geht auf die Eisenstein-Zeche Vereinigte Klosterbusch in Essen-Werden zurück. Diese Gewerkschaft erwarb 1918 die Steinkohlengewerkschaften Sonnenschein, Johann-Diedrich und Buchwald in (Bochum-)Querenburg.
In Querenburg wurden zunächst im Jahre 1918 zwei tonnlägige Schächte in Betrieb genommen, 1924 folgte ein seigerer (senkrechter) Förderschacht, 1937 ein Wetterschacht und 1955 ein weiterer Wetterschacht an der Haarstraße. Die Förderung erreichte eine Teufe von 368 Metern. Die Schachtanlage wurde am 31. Juli 1961 geschlossen, heute befindet sich in einem der tonnlägigen Schächte eine der beiden breitbandigen seismischen Messstationen der Ruhr-Universität, die gleichzeitig Bestandteil des Deutschen Seismologischen Regionalnetzes (GRSN) sind.
1926 wurde eine Jahresförderung von 350.000 Tonnen Esskohle erreicht, 1937 454.000 Tonnen Kohle und nach dem Zweiten Weltkrieg bis zur Stilllegung im Jahre 1961 schaffte man wieder über 300.000 Tonnen jährlich, die im Wesentlichen dem Hausbrand dienten.

### Jahresförderung und Belegschaft
| Jahr | Geförderte Kohlemenge in Tonnen | Anzahl Bergleute |
| ---- | ------------------------------- | ---------------- |
| 1920 | 050.000                         | 0270             |
| 1922 | 123.000                         | 0753             |
| 1924 | 129.000                         | 0739             |
| 1927 | 333.000                         | 1159             |
| 1935 | 428.800                         | 1035             |
| 1937 | 454.100                         | 1198             |
| 1945 | 170.400                         | 0882             |
| 1950 | 329.250                         | 1288             |
| 1951 | 324.700                         | 1387             |

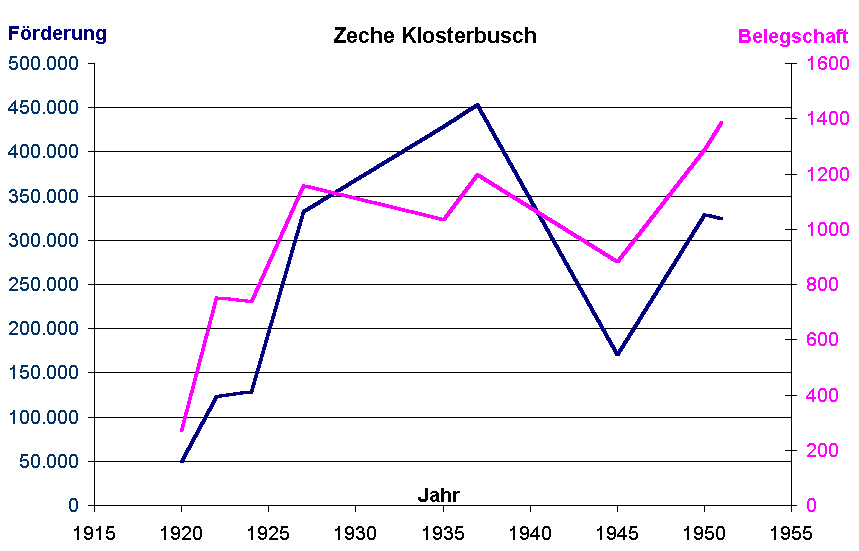
Verlauf der Steinkohleförderung und Entwicklung der Belegschaft

Die Gesamtförderung betrug von 1918 bis 1961 12.987.000 Tonnen Steinkohle.

### Tagesanlagen

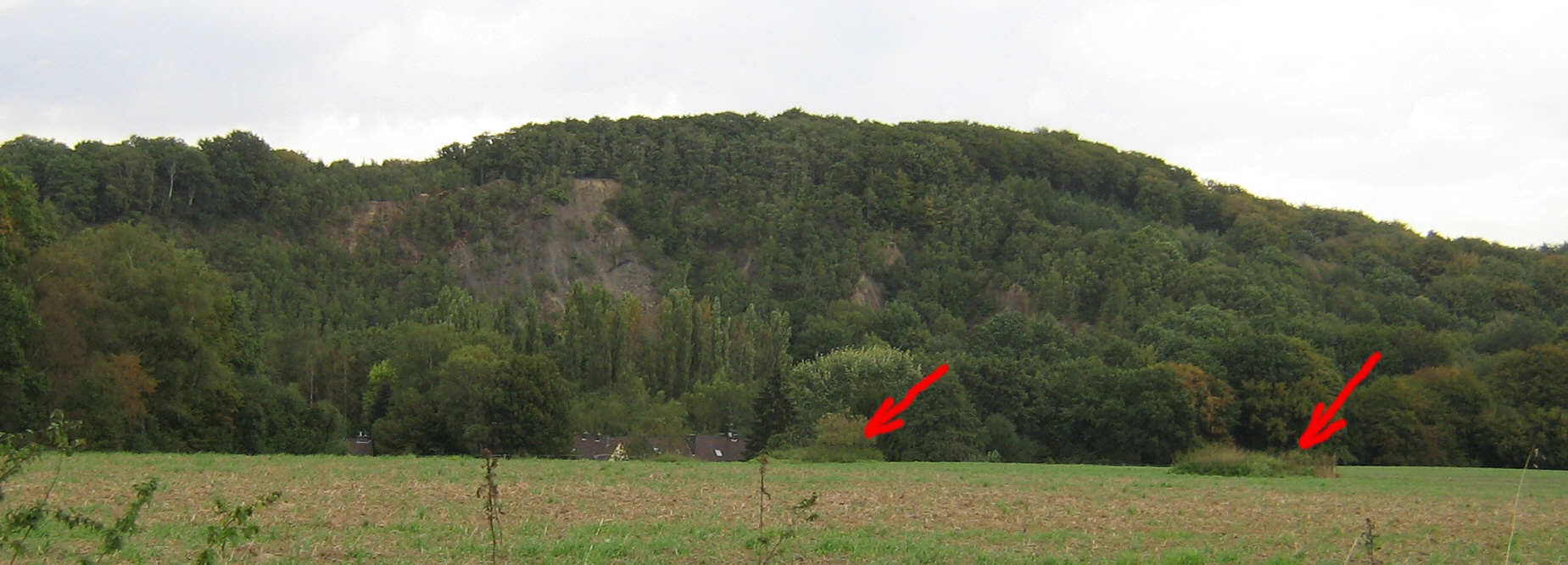
Blick auf den Kalwes von der Hevener Straße – Die roten Pfeile zeigen die Fundamente der Seilbahn; Im Hintergrund die Wand des Steinbruchs Klosterbusch

Der Transport der geförderten Kohle erfolgte über eine im Jahr 1920 gebaute und inbetriebgenommene Seilbahn zu einer Verladestation an der Ruhrtalbahn bei der Zeche Holland in Herbede. Am linken Ruhrufer befanden sich auch Kohlenwäsche, Aufbereitung und das Verwaltungsgebäude der Zeche. Die Fundamente der Träger sind teilweise in den Feldern noch erkennbar.

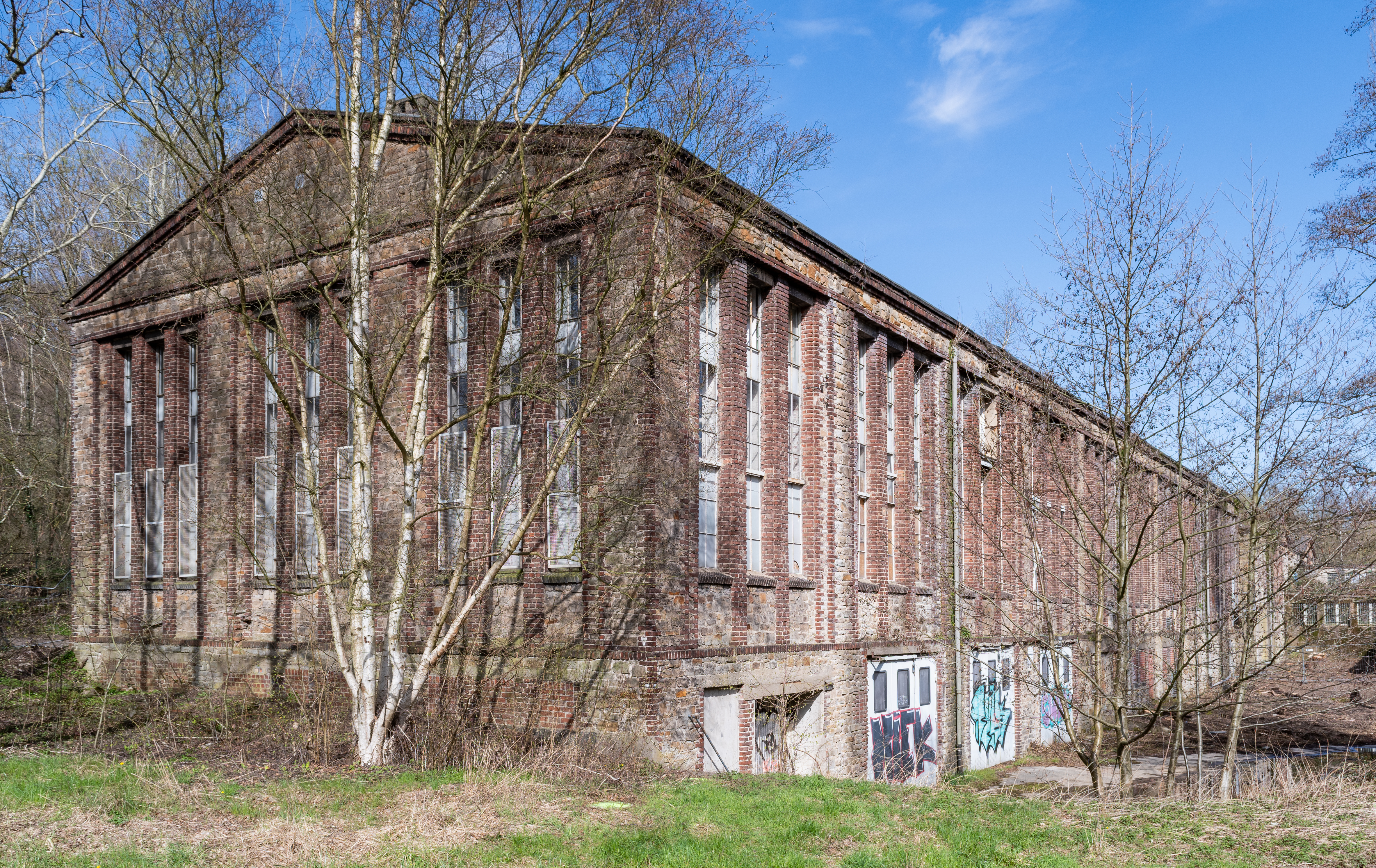
Das noch erhaltene Maschinenhaus der Zeche Klosterbusch (2023)

Die Tagesanlagen im Lottental sind noch zum Teil erhalten. Vor der Fertigstellung der entsprechenden Gebäude auf dem Campus befand sich hier die Bibliothek der Ruhr-Universität Bochum. Weiterhin wurde es auch von Institutionen der Ruhr-Universität benutzt. Zeitweise war dort eine Wohngemeinschaft von studentischen Hausbesetzern ansässig. Nachdem das Gebäude von 1991 bis 1994 und im Oktober 1995 zum zweiten Mal besetzt wurde, stand es danach wiederum lange Zeit leer.
Seit März 2014 wird die Zeche und der hiesige Bergbauwanderweg Ruhr-Universität auch in der Route der Industriekultur, Themenroute Bochum aufgeführt.
Die noch vorhandenen Gebäude stehen zurzeit leer. Nach Plänen des Bau- und Liegenschaftsbetriebs NRW sollen die Hallen abgerissen werden.

## Steinbruch

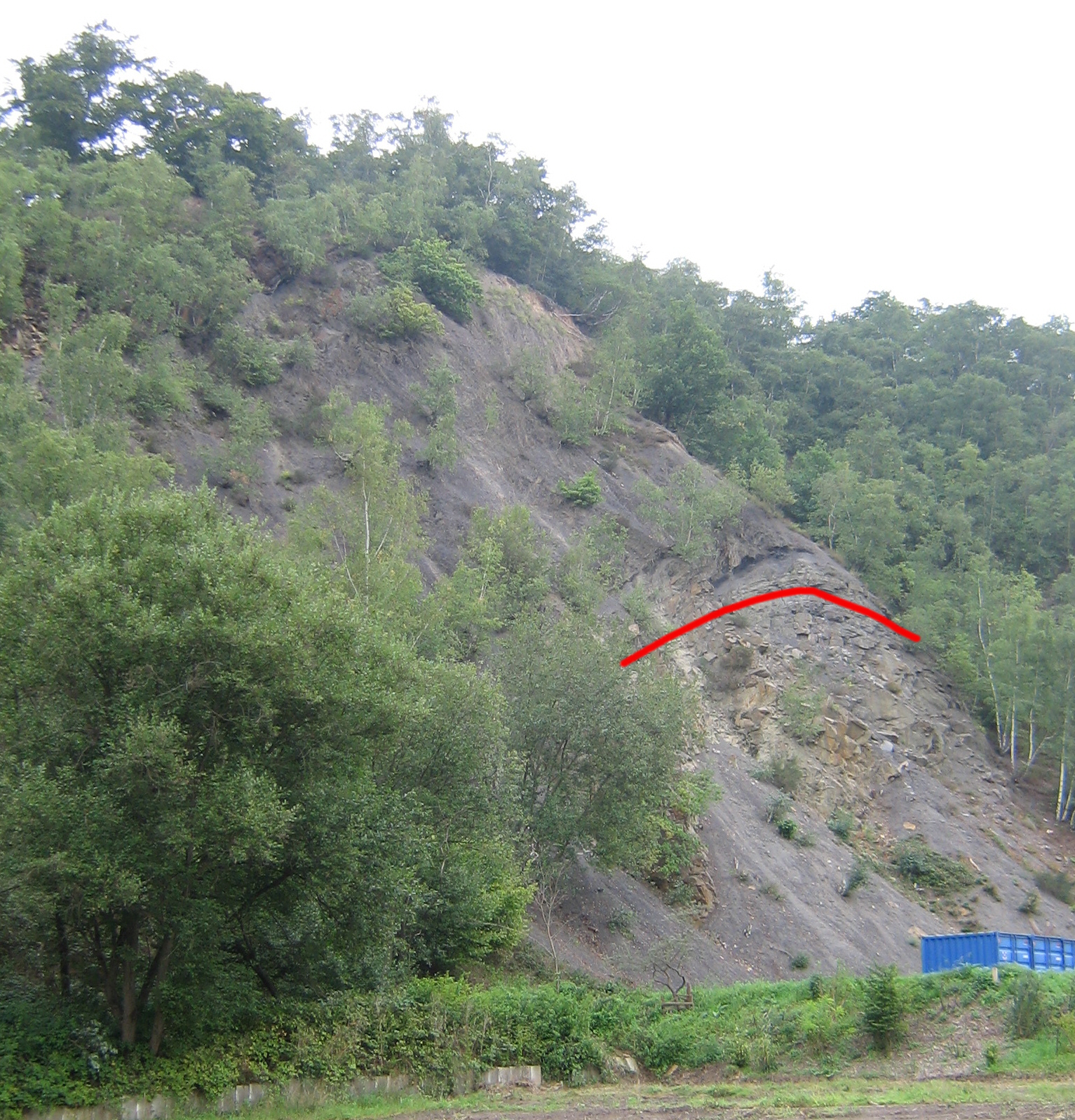
Aufschluss an der ehemaligen Zeche Klosterbusch, die rote Linie verdeutlicht den Verlauf des „Stockumer Sattels“, einer Faltung des Gebirges

Der Steinbruch der Zeche Klosterbusch am Berg „Kalwes“ ist der größte geologische Aufschluss in Bochum, die Wand ist auf Grund ihrer geologischen Bedeutung als Naturdenkmal ND 2.5 unter Schutz gestellt worden.
Die Fläche vor dem Steinbruch wird als Versuchsfläche und zur Kompostierung von Schnittgut des Botanischen Gartens der Ruhr-Universität Bochum genutzt. Eine öffentliche Zugänglichkeit besteht aus Gründen der Verkehrssicherungspflicht nicht, jedoch werden zu bestimmten Anlässen Führungen angeboten.